# Eduardo Catalão
Eduardo Catalão   (Ilhéus, 24 de gener de 1912 - Ilhéus, 1 de maig de 2004) va ser un agrònom i polític brasiler.
Fill de Pedro Levirio Catalão i Belanísia Vieira Catalão, Eduardo Vilas Boas Catalão va néixer a Ilhéus, en l'interior de l'estat de Bahia, l'any 1912. És germà del també polític Pedro Catalão, qui va ser alcalde d'Ilhéus, Diputat Estatal baiano i Diputat Federal per l'estat.
Eduardo Catalão va ser Ministre d'Agricultura consecutivament en els governs de João Cafè Filho (del 18 de maig al 9 de novembre de 1955) i de Nereu Ramos (fins al 31 de gener de 1956).
A més de ministre, va exercir diverses altres funcions públiques: Diputat Federal per Bahia, representat el Partit del Treball Brasiler (PTB) en les legislatures de 1951 - 1955 i 1955 - 1959 i Secretari d'Agricultura de l'estat de Bahia, en el període d'abril a novembre de 1955, sota les ordres del governador Antônio Balbino.
Entre 1961 i 1964 va assumir el càrrec de director de la Cartera de Crèdit General del Banco do Brasil. En les eleccions d'octubre de 1962, va formar part de la campanya al senat de Balbino, sent-ne un dels suplents del nou senador.
Després d'abandonar la política, va passar a dedicar-se a activitats agropecuàries (cultiu del cacau i cria de bestiar). Va morir en la ciutat de Salvador l'1 de maig de 2004.